# Panchlora montezuma
Panchlora montezuma är en kackerlacksart som beskrevs av Henri Saussure och Leo Zehntner 1893. Panchlora montezuma ingår i släktet Panchlora och familjen jättekackerlackor. Inga underarter finns listade i Catalogue of Life.